# バシディオボルス
バシディオボルスとはカエルやトカゲと甲虫の間を宿主交代する菌類であり、ハエカビ目バシディオボルス属に分類される。

## 形態
菌糸体
菌糸体は連続ではなくブツブツと途切れるような成長を示す。これは分節菌体と呼ばれており、菌糸の成長時に細胞質が先端方向に移動し、先端の分節だけが細胞質を含み、古い分節が空になる事に由来する。
分生子
菌体は分生子柄を伸ばし、先端に一次分生子を付ける。射出された一次分生子が付着すると、再度分生子柄を作り同型の二次分生子を作る事もあれば、非射出生の二次分生子を形成する事がある。
下嚢
射出生の分生子には下嚢が付着しており、圧力の高い液体を内包している。これにより、分生子はロケットのように1～2cmほど飛ぶ事ができる。

## 分類
接合菌門 - ケカビ亜門 - ハエカビ目 - バシディオボルス属

### 種
- Basidiobolus haptosporus
- Basidiobolus heterosporus
- Basidiobolus hominis
- Basidiobolus lacertae
- Basidiobolus magnus
- Basidiobolus meristosporus
- Basidiobolus microsporus
- Basidiobolus myxophilus
- Basidiobolus philippinensis
- Basidiobolus ranarum

## 人との関わり
東南アジア等では人畜に感染するケースがある。人に病原性があるとされる種はB. meristosporusと報告されている。